# Ceresa nigricornis
Ceresa nigricornis är en insektsart som beskrevs av Fowler. Ceresa nigricornis ingår i släktet Ceresa och familjen hornstritar. Inga underarter finns listade i Catalogue of Life.